# ℃-uteコンサートツアー2012-2013冬 〜神聖なるペンタグラム〜
『℃-uteコンサートツアー2012-2013冬 〜神聖なるペンタグラム〜』（キュートコンサートツアー2012-2013ふゆ しんせいなるペンタグラム）は、℃-uteのコンサートツアー。2012年11月24日から2013年2月2日まで開催された。2013年5月15日DVD/Blu-ray同時発売。発売元はzetima。

## 解説

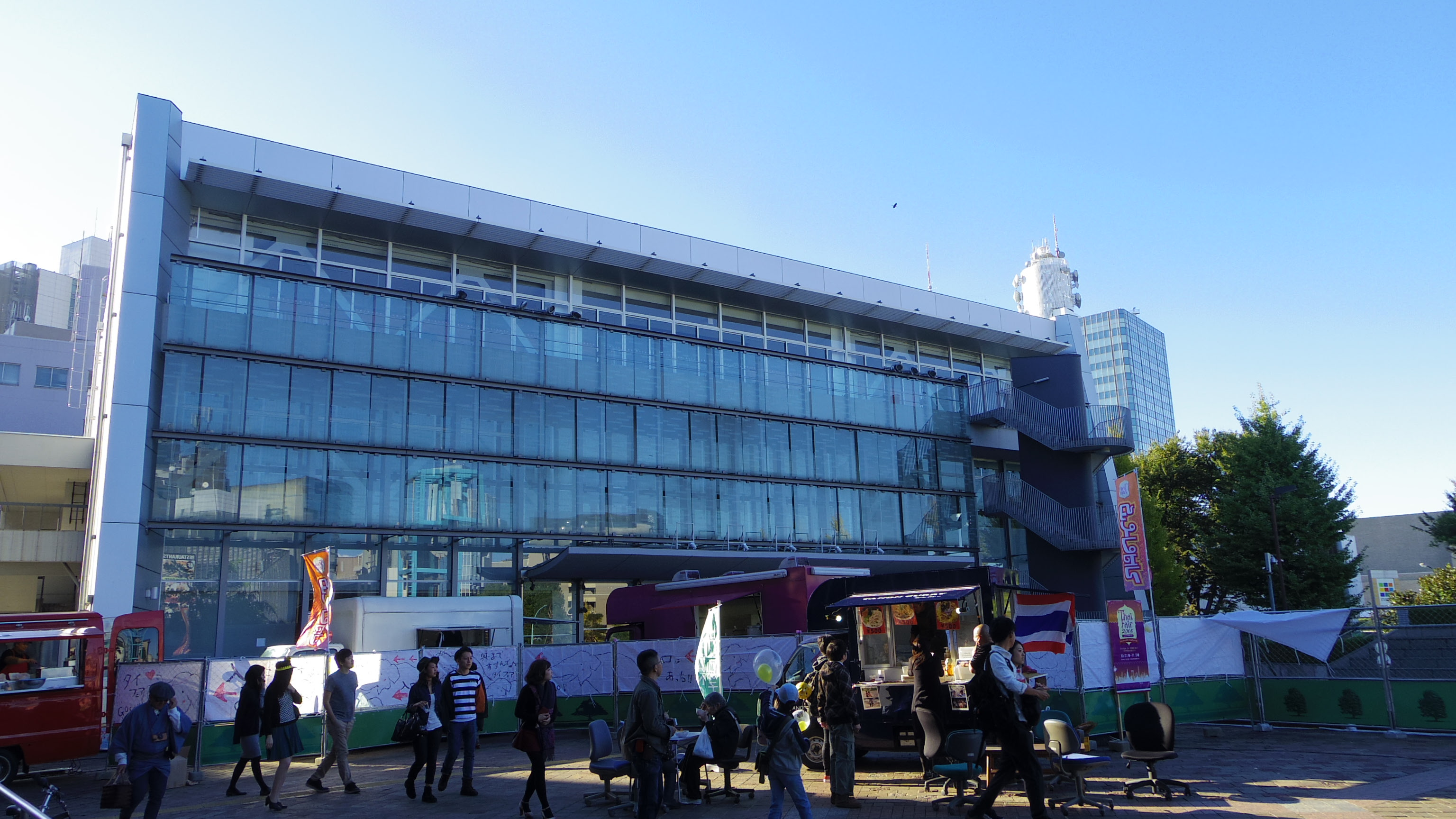
東京公演の会場となった渋谷公会堂（2015年11月撮影）

2012年11月24日、渋谷公会堂での公演よりツアーがスタート。アンコールでは、メンバー5名中4名が客席（1階席・2階席、2名ずつ）に登場しファンを喜ばせた。12月30日に行われた福岡での夜公演の模様はYouTubeで生配信された。当初同公演が最終となる予定だったが、2013年2月2日に追加公演を行い、ツアータイトルも「2012冬」から「2012-2013冬」と改められた。同追加公演の夜公演については、全国14の映画館でライブビューイングが行われた。
また、リハーサルから最終日に至るまで、メンバーとスタッフが舞台裏・オフショットをデジタルカメラで撮影しており、その写真がライブブック『コンサートツアー2012-2013冬〜神聖なるペンタグラム〜 裏』として2013年3月9日にワニブックスより発売された。

## 日程
全会場1日2公演。
- 2012年11月24日 ： 東京・渋谷公会堂
- 12月8日 ： 名古屋・日本特殊陶業市民会館 フォレストホール
- 12月15日・16日 ： 大阪・NHK大阪ホール
- 12月30日 ： 福岡・Zepp Fukuoka

追加公演
- 2013年2月2日 ： 東京・渋谷公会堂

## DVD/Blu-ray
『℃-uteコンサートツアー2012-2013冬 〜神聖なるペンタグラム〜』（2013年5月15日）
1. OPENING
2. 会いたい 会いたい 会いたいな
3. 最高ミュージック
4. キャンパスライフ〜生まれて来てよかった〜
5. MC
6. 「大好き」の意味を教えて!
7. MC
8. まっさらブルージーンズ （2012神聖なるVer.）
9. 即 抱きしめて （2012神聖なるVer.）
10. わっきゃない(Z)（2012神聖なるVer.）
11. MC
12. この街
13. MC
14. 桃色スパークリング（歌：萩原舞）
15. 愛してる 愛してる（歌：中島早貴）
16. 江戸の手毬唄II（2012神聖なるVer.）（歌：鈴木愛理）
17. ジュリエット ジュリエット
18. 約束は特にしないわ
19. LALALA 幸せの歌（2012神聖なるVer.）（歌：矢島舞美・岡井千聖）
20. MC
21. FOREVER LOVE
22. 君は自転車 私は電車で帰宅（スペシャルアレンジ・ウインターヴァージョン）
23. 都会っ子 純情（2012神聖なるVer.）
24. 青春!無限パワー
25. 悲しきヘブン
26. MC
27. 世界一HAPPYな女の子
28. Kiss me 愛してる
29. いざ、進め! Steady go!
30. SHINES
31. ENCORE：JUMP（2012神聖なるVer.）
32. ENCORE：MC
33. ENCORE：Danceでバコーン!

特典映像（昼公演より）
1. 乙女COCORO（歌：矢島舞美）
2. ほめられ伸び子のテーマ曲（歌・岡井千聖）
3. 大きな愛でもてなして（2012神聖なるVer.）（中島早貴・萩原舞）

## 関連書籍
- ライブブック『コンサートツアー2012-2013冬〜神聖なるペンタグラム〜 裏』（2013年3月9日、ワニブックス） 
通常版：ISBN 978-4847045363 / Amazon.co.jp限定カバー版：ISBN 978-4847045387